# Walther-Schreiber-Platz
Walther-Schreiber-Platz – plac w Berlinie, w Niemczech, w dzielnicy Friedenau, w okręgu administracyjnym Tempelhof-Schöneberg. Nazwa pochodzi od niemieckiego polityka Walthera Schreibera.
Przy placu znajduje się stacja metra U9 Walther-Schreiber-Platz.